# Velodromo Sempione
Het Velodromo Sempione was een multifunctioneel stadion in Milaan, een stad in Italië. 

## Historie
De opening van het stadion vond plaats op 27 april 1914 om te kunnen worden gebruikt voor wielerwedstrijden. Het werd meerdere keren gebruikt voor de Ronde van Lombardije. Het kon ook worden gebruikt voor basketbal, rugby en voetbalwedstrijden. Het Italiaanse voetbalelftal speelde twee interlands in dit stadion. Voetbalclub AC Milan maakte tussen 1914 en 1920 gebruik van dit stadion.
Het stadion werd gesloten en is inmiddels afgebroken. Er kwam een nieuw stadion, Velodrome Maspes-Vigorelli.

## Interlands
| Voetbalinterlands | Voetbalinterlands | Voetbalinterlands   | Voetbalinterlands | Voetbalinterlands | Voetbalinterlands |
| №                 | Datum             | Wedstrijd           | Uitslag           | Competitie        | Toeschouwers      |
| ----------------- | ----------------- | ------------------- | ----------------- | ----------------- | ----------------- |
| 1                 | 18 januari 1920   | Italië – Frankrijk  | 9–4               | vriendschappelijk | 14.000            |
| 2                 | 15 januari 1922   | Italië – Oostenrijk | 3–3               | vriendschappelijk | 16.000            |